# (11626) Church Stretton
(11626) Church Stretton est un astéroïde de la ceinture principale.

## Description
(11626) Church Stretton est un astéroïde de la ceinture principale. Il fut découvert le 8 novembre 1996 à Church Stretton par Stephen P. Laurie
. Il présente une orbite caractérisée par un demi-grand axe de 2,27 UA, une excentricité de 0,10 et une inclinaison de 4,8° par rapport à l'écliptique.

## Compléments